# Godiva
A Godiva germán eredetű angol női név, jelentése: Isten + ajándék.

## Gyakorisága
Az 1990-es években szórványos név, a 2000-es években nem szerepel a 100 leggyakoribb női név között.

## Névnapok
- április 11.[2]

## Híres Godivák
Lady Godiva (brit legenda)